# Fernand Chapsal
Pour les articles homonymes, voir Chapsal.
Fernand Chapsal, né à Limoges le 10 mars 1862, décédé à Neuilly-sur-Seine le 10 février 1939, est un homme politique français. Il était membre du Parti républicain, radical et radical-socialiste (PRS).

## Biographie

### Jeunesse et études
Docteur en droit de la faculté de droit de Paris.
Il est le grand-père de l'écrivaine Madeleine Chapsal et l'arrière-grand-père de l'écrivain Jérôme Hesse.

### Parcours professionnel
Fernand Chapsal devient maître des requêtes au Conseil d'État et commissaire adjoint du gouvernement au contentieux. Il publie à cette époque un Traité sur la procédure devant les conseils de Préfecture.
Fernand Chapsal a occupé de multiples fonctions dans la haute-administration de la Troisième République. Il fut notamment directeur du service du ravitaillement civil pendant la Première Guerre mondiale, avant de devenir élu local, parlementaire puis ministre.

### Parcours professoral
Fernand Chapsal enseigne à l'École libre des sciences politiques.

## Mandats et fonctions
- Maire de Saintes (Charente-Maritime) de 1919 à 1939. Le jardin public et une rue de la ville portent son nom.
- Conseiller général pour le canton de Saintes-Nord de 1919 à 1937.
- Sénateur de la Charente-Maritime de 1921 à 1939, vice-président du Sénat
- Ministre du Commerce et de l'Industrie du 23 juin au 19 juillet 1926 dans le gouvernement Aristide Briand (10)
- Ministre du Commerce du 22 juin 1937 au 18 janvier 1938 dans le gouvernement Camille Chautemps (3)
- Ministre de l'Agriculture du 18 janvier au 13 mars 1938 dans le gouvernement Camille Chautemps (4)

## Distinctions
- Grand-croix de la Légion d'honneur

## Sources
1. ↑  Benoît Yvert, Dictionnaire des ministres de 1789 à 1989, FeniXX, 1er janvier 1990 (ISBN 978-2-262-05933-0, lire en ligne)

- « Fernand Chapsal », dans le Dictionnaire des parlementaires français (1889-1940), sous la direction de Jean Jolly, PUF, 1960 [détail de l’édition]